# Клименко, Фёдор Никитович
Федор Никитович Клименко (1902 — ?, Херсонская область) — советский государственный деятель, передовик сельского хозяйства, председатель Нижнесерогозского и Генического райисполкомов. Член ЦК КП(б)У в июне 1938 — январе 1949 г. Депутат Верховного Совета СССР 1-го созыва.

## Биография
Член ВКП(б) с 1926 года.
В середине 1930-х годов — председатель колхоза имени Сталина села Ровно Генического района Днепропетровской (теперь — Херсонской области. Затем работал председателем исполнительного комитета Нижнесерогозского районного совета депутатов трудящихся Запорожской области.
В 1940—1941 годах — председатель исполнительного комитета Генического районного совета депутатов трудящихся Запорожской области.
Во время Великой Отечественной войны находился в эвакуации в Средней Азии, где работал директором небольшого завода.
С 1944 года — вновь председатель исполнительного комитета Генического районного совета депутатов трудящихся Херсонской области.
Затем — на ответственной хозяйственной работе.
Автор книги «В борьбе за передовой колхоз: Опыт зернового колхоза имени Сталина Запорожской области Генического района» — Москва, 1939.

## Награды
- орден Ленина (7.02.1939)
- орден Отечественной войны 1-й ст. (1.02.1945)
- орден Трудового Красного Знамени (23.01.1948)
- медали